# Héctor Rubén Aguer

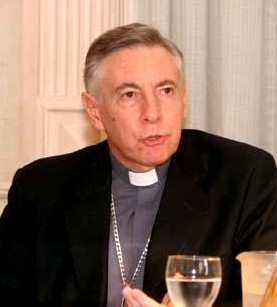
Héctor Aguer (2007)

Wappen von Héctor Rubén Aguer

Héctor Rubén Aguer (* 24. Mai 1943 in Buenos Aires, Argentinien) ist ein argentinischer Geistlicher und emeritierter Erzbischof von La Plata.

## Leben
Héctor Aguer studierte Philosophie und Geisteswissenschaften am Diözesanseminar in Buenos Aires (1964–1968), Hebräisch in der Abteilung für Biblische Studien am Instituto de Cultura Religiosa Superior (1965–1967) und Theologie an der Päpstlichen Katholischen Universität von Argentinien (Pontificia Universidad Católica Argentina) (1968–1972). Er empfing am 25. November 1972 die Priesterweihe für das Erzbistum Buenos Aires. Nach seelsorgerischer Tätigkeit war er von 1979 bis 1992 Professor für Moraltheologie an der Katholischen Universität von Argentinien.
Papst Johannes Paul II. ernannte ihn am 26. Februar 1992 zum Titularbischof von Lamdia und zum Weihbischof im Erzbistum Buenos Aires. Die Bischofsweihe spendete ihm Antonio Kardinal Quarracino, Erzbischof von Buenos Aires, am 4. April 1992; Mitkonsekratoren waren Horacio Alberto Bózzoli, Erzbischof von Tucumán, und José Manuel Lorenzo, Bischof von San Miguel. Als Wahlspruch wählte er Silenti Opere („durch stilles Tun“).
Am 26. Juni 1998 wurde er zum Koadjutorerzbischof von La Plata ernannt. Mit dem Rücktritt von Carlos Walter Galán Barry am 12. Juni 2000 folgte er diesem als Erzbischof von La Plata nach.
Er war Mitglied der Kommission für die Katechese und Präsident der Kommission für das Katholische Bildungswesen in der argentinischen Bischofskonferenz. Im Auftrag des Heiligen Stuhls war er Direktor der Päpstlichen Kommission für Lateinamerika sowie Mitglied der Päpstlichen Kommission für das kulturelle Erbe der Kirche und Mitglied des Internationalen Rates für die Katechese.
1994 wurde Héctor Aguer durch den Kardinal-Großmeister Giuseppe Caprio zum Großoffizier des Ritterordens vom Heiligen Grab zu Jerusalem und zum Großprior der argentinischen Statthalterei ernannt. Er ist Großkreuz-Ritter des Päpstlichen Ordens.
Papst Franziskus nahm am 2. Juni 2018 sein altersbedingtes Rücktrittsgesuch an.